# Venizel
Venizel – miejscowość i gmina we Francji, w regionie Hauts-de-France, w departamencie Aisne.
Według danych na styczeń 2014 roku gminę zamieszkiwało 1368 osób, a gęstość zaludnienia wynosiła 368,7 osób/km².